# Sanctuaire de la Novareia
Le Sanctuaire de la Novareia (en italien : Santuario della Novareia) est dédié à Notre-Dame de Grâce. Il est situé dans la commune de Portula à 750 m d'altitude.

## Histoire
Le sanctuaire a été bâti à l'endroit où, en 1650, la Vierge apparut à Antonia Cravetta en demandant la construction d'une église. À la suite de cette apparition a été bâtie une chapelle en bois.
La construction actuelle a été érigée après l'apparition de la Vierge à Giacomo di Michel en 1712. La construction commença au XVIIe siècle et termina pendant le XXe siècle. La simple et élégante façade a un portique utilisé pour le logement des pèlerins. Devant l'entrée il y a une statue de la Vierge.
Le sanctuaire est un des lieux de dévotion reliés par les sentiers de « Au cœur des chemins d'Europe » (CoEur) et du chemin de Saint-Charles.